# Crac
El crac és un derivat de la cocaïna que s'obté dissolent aquesta en amoníac, hidrogencarbonat de sodi o dietilèter (menys freqüentment). Després d'escalfar la barreja, es deixa refredar fins que cristal·litza en una droga en forma de pedra que pot ser fumada.
Els seus efectes són immediats: eufòria, hiperactivitat i augment de la temperatura corporal. Posteriorment el consumidor pot patir atacs de pànic, formigueig, disminució de la libido i pèrdua de la gana. És un factor de risc per brots paranoides i psicòtics o per aturades cardíaques sobtades.
El consum de crac es va popularitzar a partir dels anys 80, quan va esdevenir una droga popular per la rapidesa dels seus efectes i per l'alta addictivitat que té, per sobre del 90%, mentre que la cocaïna esnifada (en pols, inspirada pel nas), per exemple, té un potencial addictiu del 73%. Va ser prohibida a la majoria de països, tant el seu consum com el tràfic.

## Síntesi
L'hidrogencarbonat de sodi és una base habitual en la producció de crac, tot i que també poden emprar-se d'altres bases dèbils. La reacció neta quan s'empra hidrogencarbonat de sodi en la síntesi de crac és la següent:
Coc-H+Cl− + NaHCO₃ → Coc + H₂O + CO₂ + NaCl
Amb Hidrogencarbonat d'amoni:
Coc-H+Cl− + NH₄HCO₃ → Coc + NH₄Cl + CO₂ + H₂O
Amb Carbonat d'amoni
2(Coc-H+Cl−) + (NH₄)₂CO₃ → 2 Coc + 2 NH₄Cl + CO₂ + H₂O

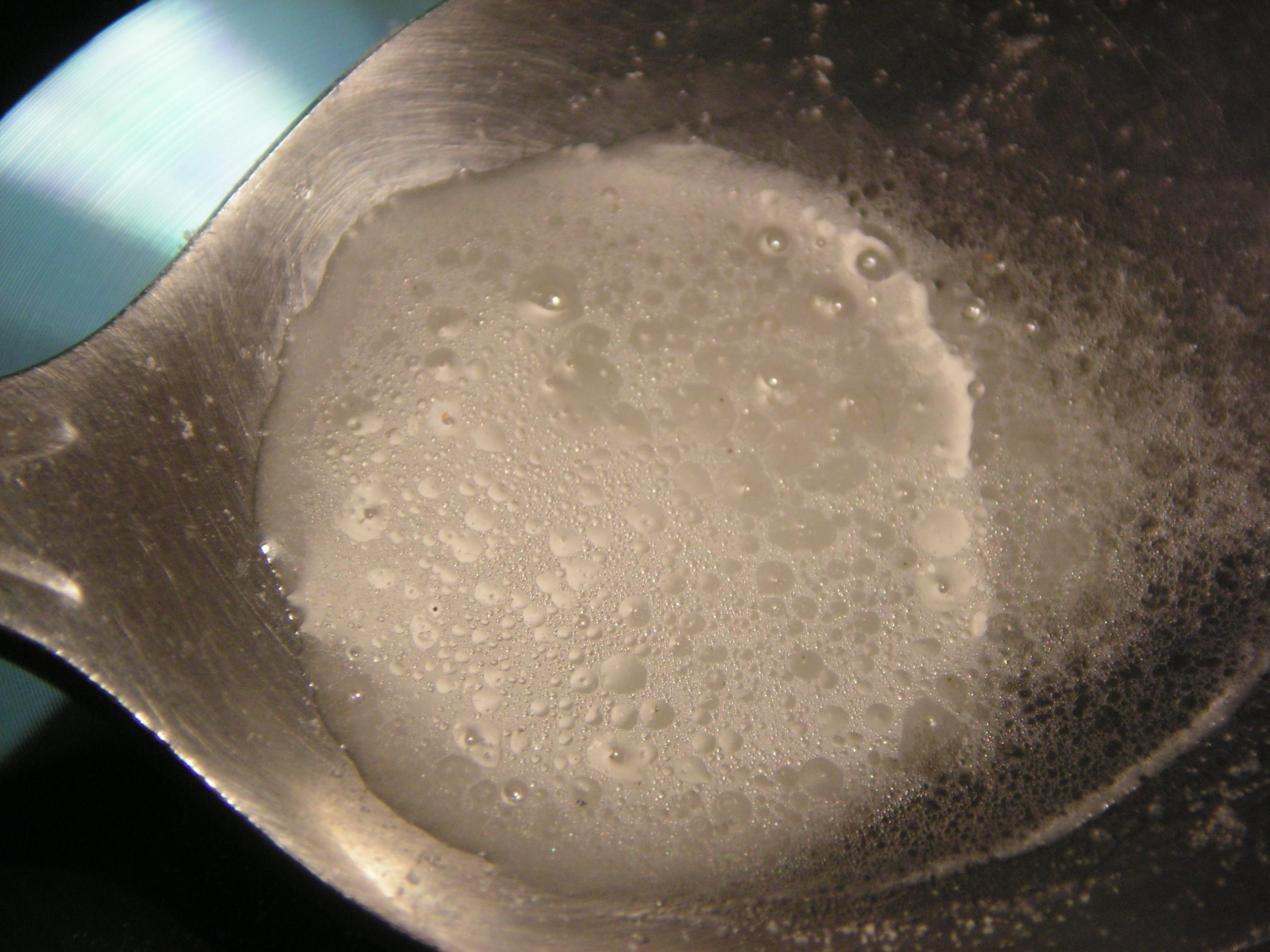
Detall de crac "cuinant-se" en una cullera

Normalment, el crac es compra en forma sòlida ("pedra"), tot i que no és estrany que alguns consumidors "cuinin" ells mateixos cocaïna en pols en crac, normalment emprant hidrogencarbonat de sodi, aigua i una cullera. Un cop mesclats els ingredients i escalfats, el bicarbonat reacciona amb l'hidroclorur de la cocaïna en pols, generant cocaïna de base lliure i àcid carbònic (H₂CO₃) en una reacció reversible. L'escalfor accelera la degradació de l'àcid carbònic en diòxid de carboni (CO₂) i aigua, de tal manera que la pèrdua de diòxid de carboni evita que la reacció es reverteixi. La cocaïna de base lliure se separa com una capa oliosa, que sura a la fase aquosa de la mescla, podent-se prendre amb un objecte similar a una agulla per posar-la en contacte amb l'aire, assecar-la i donar-li forma de pedra.
El crac s'evapora a prop de 90 °C, una temperatura sensiblement menor que el punt de fusió de l'hidroclorur de cocaïna (190 °C) Mentre que l'hidroclorur de cocaïna no té efecte si es fuma, el crac penetra ràpidament al torrent sanguini, arribant al cervell en uns 8 segons. El crac també es pot injectar, obtenint uns efectes similars als de la cocaïna en pols. Tanmateix, mentre que la cocaïna en pols es dissol en aigua, cal dissoldre el crac en una solució àcida, iniciant un procés que reverteix efectivament la conversió inicial de cocaïna en pols cap a crac.

## Sobredosi
La resposta típica dels consumidors és la de prendre una altra dosi de la droga. No obstant això, costa recuperar els nivells de dopamina al cervell, i cada nova dosi presa en ràpida successió propicia que l'efecte de la droga sigui cada cop menys intens. De totes maneres, una persona pot abusar de la droga durant dies sense dormir, tot inhalant dosis mitjançant una pipa. L'abús de la substància, presa repetidament i a dosis cada cop més altes, condeix a estats d'irritabilitat creixent, inquietud i paranoia. El consum de grans quantitats de crac (centenars de mil·ligrams o més) pot proporcionar efectes altament intensos, però també pot conduir vers comportaments estranys, erràtics i fins i tot violents. L'abús de crac pot induir a tremolors, vertigen, contraccions musculars, paranoia o (en dosis repetides) una reacció tòxica similar a la sobredosi per amfetamines.